# Re:Mix Momentum
Re:Mix Momentum é o segundo álbum do cantor Toby McKeehan, lançado a 24 de Junho de 2003.
O disco consiste em remixes de várias faixas do álbum de estreia de TobyMac, Momentum de 2001. O álbum atingiu o nº 12 do Heatseekers, do Top Christian Albums e do Top Contemporary Christian.
| Críticas profissionais                                                      | Críticas profissionais |
| Avaliações da crítica                                                       | Avaliações da crítica  |
| Fonte                                                                       | Avaliação              |
| --------------------------------------------------------------------------- | ---------------------- |
| Jesus Freak Hideout                                                         | [ 2 ]                  |
| Allmusic                                                                    | [ 3 ]                  |
| Esta tabela precisa de ser acompanhada por texto em prosa. Consulte o guia. |                        |

## Faixas
1. "J Train" [Math Remix] - 4:02
2. "Yours" [Savage Remix] - 3:56
3. "Somebody's Watching" [Painter Remix] - 3:33
4. "Irene" [Marvin Remix] - 4:21
5. "Tru Dog" [Savage Remix] - 1:34
6. "Love Is in the House" [NW Remix] - 3:30
7. "Get This Party Started" [Ghost Remix] - 3:33
8. "Extreme Days" [Shoc Remix] - 3:11
9. "Momentum" [Beatmart Remix] - 3:56
10. "Do You Know" [McAnany Remix] - 4:52
11. "J Train" [Linney Brothers + DJ Maj Remix] - 2:49
12. "Yours" [Linney Remix] - 3:38
13. "Irene" [The Binary Twin Remix] - 3:16
14. "Love Is in the House" [Muckala Remix] - 4:33